# (4418) Fredfranklin
(4418) Fredfranklin es un asteroide perteneciente al cinturón de asteroides, descubierto el 9 de octubre de 1931 por Karl Wilhelm Reinmuth desde el Observatorio de Heidelberg-Königstuhl, Alemania.

## Designación y nombre
Designado provisionalmente como 1931 TR1. Fue nombrado Fredfranklin en honor al astrónomo estadounidense Fred A. Franklin.